# Jah Lloyd
 (février 2017).
Si vous disposez d'ouvrages ou d'articles de référence ou si vous connaissez des sites web de qualité traitant du thème abordé ici, merci de compléter l'article en donnant les références utiles à sa vérifiabilité et en les liant à la section « Notes et références ».
Jah Lloyd (29 août 1947 – 12 juin 1999), aussi connu sous le pseudonyme Jah Lion, est un deejay de reggae jamaïcain, dont le vrai nom est Patrick Lloyd Francis.
Il a notamment collaboré avec le producteur Lee Scratch Perry (single et album Columbia Colly) et a également sorti deux albums sur le label Virgin Frontline. Il avait seulement 52 ans lorsqu'il et mort d'une maladie à Kingston.

## Biographie
Francis est né à Point Hill, dans la paroisse de Sainte-Catherine en 1947. Sa mère est morte quand il avait huit ans et il vivait avec son père, un fermier. Après avoir quitté l'école à l'âge de douze ans, il s'installe à Kingston et s'installe à Trenchtown.
Francis a commencé sa carrière au milieu des années 1960 en tant que chanteur dans The Mediators avec Fitzroy "Bunny" Simpson. Il a travaillé comme chanteur solo sur des titres tels que Soldier Round the Corner et Know Yourself Blackman enregistrés pour le producteur Rupie Edwards. Au début des années 1970, il a travaillé comme vendeur de disques avant de passer à la production, l'enregistrement des premiers efforts par le nouveau groupe de Simpson The Diamonds, plus tard rebaptisée Mighty Diamonds. Il a également produit l'album de Mike Brooks en 1976, What a Gathering, et l'album de Revolutionaries en 1979, Goldmine Dub.
Enregistrant sous le nom de Jah Lloyd, il s'est tourné vers le deejaying, appréciant ses succès en Jamaïque avec Black Snowfall, World Class et Beware of the Flour. Il a ensuite enregistré avec Lee "Scratch" Perry, qui a décidé de renommer le deejay Jah Lion, fruit de leur association parue sur l'album Colombia Colly en 1976 sur Island Records. Wisdom, issu de cet album, figurait dans la bande originale du film Countryman, et Soldier and Police War (une version deejay de Police and Thieves de Junior Murvin) figurait en tête du tableau reggae. Revenons à Jah Lloyd, étiquette, résultant dans The Humble One et Black Moses.
Bien qu'il continue à enregistrer occasionnellement, il se concentre sur la production, travaillant avec des artistes tels que Julie Charles. Il avait fondé son propre Teem au milieu des années 1970, aux côtés de son frère cadet Vincent, ce label continuant depuis, notamment avec les rééditions récentes de CD.
Francis est décédé des complications associées à l'asthme bronchique et à la bronchopneumopathie chronique obstructive le 12 juin 1999.

## Discographie
- 1974 - Herbs Of Dub
- 1974 - Soldier Round The Corner
- 1974 - A Double Helping of Jah Lloyd and King Tubby (Jah Lloyd and King Tubby)
- 1976 - Colombia Colly
- 1978 - The Humble One
- 1979 - Black Moses
- 1979 - Reggae Stick
- 1983 - In Action With Revolutionary Dub Band
- 198X - Dread Lion Dub